# Монреаль Мэник
«Монреаль Мэник» — бывшая профессиональная футбольная команда из Монреаля, которая играла в Североамериканской футбольной лиге.

## История
«Ле Мэник», как команду называли местные жители, была первой профессиональной футбольной командой в Монреале после того, как в 1973 году был расформирован «Монреаль Олимпик». «Монреаль Мэник» существовал с 1981 по 1983 год, домашней ареной клуба был Олимпийский стадион Монреаля. До переезда в Монреаль команда с 1978 по 1980 года называлась «Филадельфия Фьюри».
Несмотря на рекордные 58542 зрителя на матче плей-офф против «Чикаго Стинг» 2 сентября 1981 года, интерес к команде и средняя посещаемость резко упала во время сезона 1983 года, и «Мэник» был расформирован в 1984 году.
В своей книге «Соккер в футбольном мире» (англ. Soccer in a Football World) историк футбола Северной Америки Дэйв Вангерин частично объясняет распад «Мэник» попыткой руководства построить команду исключительно из местных игроков на сезон 1984 года. Это означало, что многие легионеры должны были быть уволены, чтобы создать команду из канадских футболистов. Учитывая то, что Канада относительно бедна на футбольные таланты мирового класса, команда стала терять интерес болельщиков, ожидавших снижения качества игры в 1984 году. Что ещё более важно, команда якобы испытывала финансовые трудности, несмотря на то, что «Мэник» был одним из самых посещаемых клубов в NASL. В докладах указывалось, что в течение первых двух сезонов у «Мэник» была низкая рентабельность, и владельцы потеряли 7 миллионов долларов. Президент «Мэник» Роджер Самсон заявил, что причинами убытков были невыгодные сделки по стадионам, высокая арендная плата, переход концессионной прибыли непосредственно к «Монреаль Экспос», отсутствие сделки относительно телевизионной трансляции; в итоге средней посещаемости более 20000 было недостаточно для обеспечения платёжеспособности франшизы.

## Ссылка
- History of the Montreal Manic, from loop48.com (англ.)